# 唐肅 (明朝)
唐肃（?—?），字处敬，號丹崖，越州山阴人（今日浙江紹興）。明初政治人物。
通經史，兼習陰陽家、醫學、卜卦、書數，又善山水畫，與上虞謝肅齊名，人稱會稽二肅。张士诚時，為杭州黃岡書院山長，遷嘉興儒學學正。
明初詔供奉翰林文字。洪武四年，有外邦呈海東青珍禽，朱元璋命群臣獻詩，宋濂有「自古戒禽荒」語，唐肅亦呈一絕句，有「詞臣不敢志歸諫，卻憶當年魏鄭公」語。
後來因為早朝无故缺席，坐免官，归乡里。朱元璋重才，再召入。有一日在朱元璋面前以横筷施禮，朱元璋痛斥這種俗人的禮節不能施於皇帝，說是“大不敬”，把他流放到濠州边境。不久病死。著有《丹崖集》。有子唐愚士。

## 延伸阅读
[在维基数据编辑]
 《明史卷二百八十五》，出自《明史》
 《國朝獻徵錄·卷之二十》，出自焦竑《國朝獻徵錄》